# Adam Wharton
Adam James Wharton (* 6. února 2004, Blackburn) je anglický profesionální fotbalista, který hraje jako střední záložník za Crystal Palace FC a národní tým Anglie. Od roku 2024 reprezentuje Anglii a účastní se EURA 2024, 3. června 2024 nastoupil do svého prvního a zatím jediného reprezentačního utkání.

## Statistiky
| Klub             | Sezóna  | Liga           | Liga   | Liga | FA Cup | FA Cup | EFL Cup | EFL Cup | Celkem | Celkem |
| Klub             | Sezóna  | Divize         | Zápasy | Góly | Zápasy | Góly   | Zápasy  | Góly    | Zápasy | Góly   |
| ---------------- | ------- | -------------- | ------ | ---- | ------ | ------ | ------- | ------- | ------ | ------ |
| Blackburn Rovers | 2022/23 | Championship   | 18     | 2    | 0      | 0      | 4       | 0       | 22     | 2      |
| Blackburn Rovers | 2023/24 | Championship   | 26     | 2    | 1      | 0      | 2       | 0       | 29     | 2      |
| Blackburn Rovers | Celkem  | Celkem         | 44     | 4    | 1      | 0      | 6       | 0       | 51     | 4      |
| Crystal Palace   | 2023/24 | Premier League | 12     | 0    | —      | —      | —       | —       | 12     | 0      |
| Celkem           | Celkem  | Celkem         | 56     | 4    | 1      | 0      | 6       | 0       | 63     | 4      |